# بريكاما
بريكاما (بالإنجليزية: Brikama)‏ هي واحدة من أكبر المدن في غامبيا، والتي يطلق عليها أيضًا "SATEY BA" من قبل السكان المحليين والتي تعني «مستوطنة كبيرة»، وتقع جنوب عاصمة البلاد، بانجول. بريكاما هي مقر منطقة الحكم المحلي في بريكاما (التي كانت تُعرف سابقًا باسم القسم الغربي)، وهي أكبر مدينة في القسم ويبلغ عدد سكانها أكثر من 57,000. بريكاما هي مسقط رأس صناعة الموسيقى الغامبية لكونها تضم معظم الموسيقيين المشهورين من بريكاما.
تعد بريكاما موطنًا للعديد من المؤسسات التعليمية، بما في ذلك كلية غامبيا، ومكتب التعليم الإقليمي للمنطقة الغربية من البلاد. بالإضافة إلى ذلك، هناك العديد من المدارس الثانوية، بالإضافة إلى عدد من مدارس المرحلة الأساسية.
تضم بريكاما أيضًا نادي كرة قدم، وهو نادي بريكاما يونايتد.